# Babiana virginea
Babiana virginea är en irisväxtart som beskrevs av Peter Goldblatt. Babiana virginea ingår i släktet Babiana och familjen irisväxter. Inga underarter finns listade i Catalogue of Life.